# Georg Borges
Georg Borges (* 1964 in Kempen) ist ein deutscher Rechtswissenschaftler und seit April 2014 als Professor an der Universität des Saarlandes tätig. Davor war er von 2004 bis März 2014 als Professor an der Ruhr-Universität Bochum tätig.

## Leben
Neben dem Studium der Rechtswissenschaften an den Universitäten Frankfurt/Main, Genf und Bonn sowie dem Studium der Wirtschaftswissenschaften an der FernUniversität Hagen war er als Steuerfachangestellter tätig. Sein erstes juristisches Staatsexamen legte er 1990 beim Justizprüfungsamt des Oberlandesgerichts Köln ab, das zweite Staatsexamen 1994 beim Landesjustizprüfungsamt Nordrhein-Westfalen.
Von 1990 bis 1993 war er wissenschaftlicher Mitarbeiter am Institut für Internationales Privatrecht und Rechtsvergleichung der Universität Bonn. Nach seinem Assessorexamen arbeitete er von 1994 bis 1997 als Rechtsanwalt für die Sozietät Gleiss Lutz. Im Anschluss an diese Tätigkeit wurde er Assistent von Norbert Horn am Institut für Bankrecht an der Universität zu Köln.
Die Promotion erfolgte 1996 zum Thema Das Doppelexequatur von Schiedssprüchen. Die Anerkennung ausländischer Schiedssprüche und Exequaturentscheidungen an der Universität Konstanz, betreut von Rolf Stürner.
Im Jahr 2002 habilitierte er sich mit der Schrift Verträge im elektronischen Geschäftsverkehr. Vertragsabschluß, Beweis, Form, Lokalisierung, anwendbares Recht an der Universität zu Köln. Die Arbeit wurde von Norbert Horn betreut. Nach Lehrveranstaltungen als Privatdozent erhielt er im Wintersemester 2003 einen Ruf an die Universität Kassel, wo er zum Universitätsprofessor ernannt wurde.
Von Oktober 2004 bis März 2014 war er als Universitätsprofessor an der Ruhr-Universität Bochum und hatte den Lehrstuhl für Bürgerliches Recht, deutsches und internationales Wirtschaftsrecht, insbesondere IT-Recht inne.
Von April 2012 bis September 2015 war Georg Borges als Richter im sog. zweiten Hauptamt am Oberlandesgericht Hamm tätig. Dort wurde er dem 27. Zivilsenat zugewiesen, der seinen Schwerpunkt im Gesellschaftsrecht und im Insolvenzrecht hat.
Im April 2014 erhielt Borges einen Ruf an die Universität des Saarlandes. Dort hat er den Lehrstuhl für Bürgerliches Recht, Rechtstheorie und Rechtsinformatik inne.

## Lehre und Forschung
Borges hält u. a. Vorlesungen zum Handelsrecht, Gesellschaftsrecht, Internationalen Privatrecht, Internationales Handels- und Gesellschaftsrecht sowie zum Recht des elektronischen Geschäftsverkehrs.
Sein wesentlicher Forschungsschwerpunkt liegt im Recht des Internets. Im Auftrag des Bundesamtes für Sicherheit in der Informationstechnik verfasste er gemeinsam mit Jörg Schwenk, Carl-Friedrich Stuckenberg und Christoph Wegener eine Studie zu Identitätsdiebstahl und Identitätsmissbrauch aus rechtlicher und technischer Perspektive. Diese Studie wurde am 9. Juni 2010 offiziell vom Bundesministerium des Innern veröffentlicht.
Am 15. Oktober 2010 stellte Borges dem Bundesministerium des Innern ein weiteres umfangreiches Gutachten zu Haftungsrisiken im Zusammenhang mit dem neuen Personalausweis vor.

## Ämter und Mitgliedschaften
- Gründungsmitglied und Sprecher des Vorstands der Arbeitsgruppe Identitätsschutz im Internet e.V. (a-i3)
- Gründungsmitglied und stellvertretender Vorsitzender beim Bochumer Kreis Gewerblicher Rechtsschutz e.V.
- Mitglied der Zivilrechtslehrervereinigung e.V.
- Kommissionsmitglied des Deutschen Akademischen Austausch Dienstes (DAAD)
- Mitglied des Forschungsbeirates des Instituts für Europäisches Medienrecht (EMR) e.V.

## Publikationen (Auswahl)
- Das Doppelexequatur von Schiedssprüchen. (Dissertation), de Gruyter, Berlin/New York 1997, ISBN 978-3-11-015703-1
- Die Inhaltskontrolle von Verbraucherverträgen. Duncker & Humblot, Berlin 2000, ISBN 978-3-428-10030-9
- Verträge im elektronischen Geschäftsverkehr – Vertragsabschluß, Beweis, Form, Lokalisierung, anwendbares Recht (Habilitationsschrift), C.H. Beck, München 2003, ISBN 978-3-406-50167-8.
- als Herausgeber: Rechtsfragen der Internet-Auktion. Nomos, Baden-Baden 2007, ISBN 978-3-8329-2461-4
- Rechtliche Aspekte der Internetportale für Heilberufe – Zugang, Beweis, Datensicherheit. Nomos, Baden-Baden 2008, ISBN 978-3-8329-3138-4
- zus. mit Jörg Schwenk, Carl-Friedrich Stuckenberg, Christoph Wegener: Identitätsdiebstahl und Identitätsmissbrauch im Internet – Rechtliche und technische Aspekte. Studie für das Bundesamt für Sicherheit in der Informationstechnik (BSI) 2010; Springer, Berlin 2010, ISBN 978-3-642-15832-2
- Rechtsfragen der Haftung im Zusammenhang mit dem elektronischen Identitätsnachweis – Ein Gutachten für das Bundesministerium des Innern. 2010[4]